# Унисон

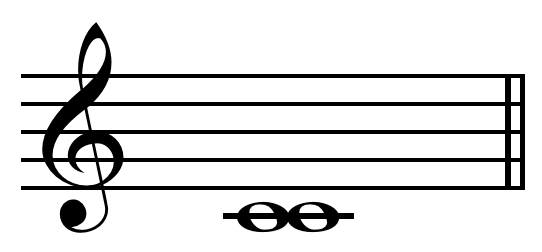
Унисон на ноте до

Унисо́н (итал. unisono, от лат. unus — «один» и sonus — «звук») — однозвучие, одновременное звучание двух или нескольких звуков одинаковой высоты. Унисоном является интервал, имеющий ноль тонов, то есть чистая прима.
All’unisono (итал.) в музыке обозначает совпадение различных голосов в одном и том же звуке — в унисон.
Выражение «играть в унисон» или «петь в унисон» означает, что два или более инструмента или голоса исполняют одновременно ноты одной и той же высоты. В переносном значении выражение употребляется, когда говорят о полнейшем согласии между несколькими людьми, действующими заодно.